# مسبب المرض البشري
مسبب المرض البشري هو كائن (ميكروب أو أحد الكائنات الحية الدقيقة مثل فيروس أو بكتيريا أو بريون أو فطريات) التي تسبب المرض في البشر.
الدفاع الفسيولوجي البشري ضد مسببات الأمراض الشائعة (مثل المكورات الرئوية) هو مسؤولية الجهاز المناعي بشكل رئيسي بمساعدة بعض النُبيتات الجرثومية والكائنات الطبيعية الموجودة في الجسم. مع ذلك، إذا تضرر الجهاز المناعي أو المجهريات الصالحة بأي شكل من الأشكال (مثل العلاج الكيميائي، وفيروس نقص المناعة البشرية، أو المضادات الحيوية التي تؤخذ لقتل مسببات الأمراض الأخرى)، البكتيريا المسببة للأمراض التي كانت محتجزة في معزل يمكن أن تتكاثر وتسبب ضررا لجسم المضيف. تسمى هذه الحالات بالعدوى الانتهازية.
بعض مسببات الأمراض (مثل بكتيريا يرسينيا بيستيس، التي تسبب الطاعون الأسود وفيروس فايرولا وبروتوزوا الملاريا) مسؤولة عن أعداد هائلة من الإصابات وكانت لها آثار عديدة على المجموعات المتضررة. من الجدير بالملاحظة في العصر الحديث فيروس نقص المناعة البشرية، الذي يعرف أنه أصاب عدة ملايين من البشر على الصعيد العالمي، إلى جانب فيروس الإنفلونزا. اليوم، في حين تحقق العديد من التقدم الطبي للحماية ضد العدوى من قبل مسببات الأمراض، من خلال استخدام التطعيم والمضادات الحيوية، ومضاد الفطريات، فإن مسببات الأمراض لا تزال تهدد حياة الإنسان. أدت التطورات الاجتماعية مثل سلامة الأغذية، والنظافة الصحية، ومعالجة المياه إلى الحد من تهديد بعض مسببات الأمراض.

## الأنواع

### الفيروسية
الفيروسات المسببة للأمراض تكون بشكل أساسي من عائلات: أدينوفريداي، وبيكورنافيريداي، وهيربيسفيريداي، وهيبادنافيريداي، وفلافيفيريداي، وريتروفيريداي، وأورثوميكسوفيريداي، وباراميكسوفيريداي، وبابوفافيريداي، وبوليفيروس، ورابدوفيريداي، وتوغافيريداي. بعض الفيروسات الممرضة البارزة تسبب الجدري، والأنفلونزا، والنكاف، والحصبة، وجدري الماء،و الإيبولا، والحصبة الألمانية. تتراوح الفيروسات عادة بين 20 و 300 نانومتر في الطول.

### البكتيرية
على الرغم من أن الغالبية العظمى من البكتيريا غير ضارة أو مفيدة لجسم الإنسان، فإن عدد قليل من البكتيريا المسببة للأمراض يمكن أن يسبب الأمراض المعدية. أكثر الأمراض البكتيرية شيوعا هو السل الذي يسببه بكتيريا المتفطرة السلية التي تؤثر على نحو مليوني شخص معظمهم في أفريقيا جنوب الصحراء الكبرى. وتساهم البكتيريا المسببة للأمراض في أمراض أخرى ذات أهمية عالمية مثل الالتهاب الرئوي، الذي يمكن أن يسببه بكتيريا مثل العقدية والسودوموناس، والأمراض المنقولة بالغذاء والتي يمكن أن تسببها بكتيريا مثل الشيغيلا، والعطيفة، والسالمونيلا. تسبب البكتيريا المسببة للأمراض أيضا عدوى مثل التيتانوس وحمى التيفويد والدفتيريا والزهري ومرض هانسن. تتراوح البكتيريا عادة ما بين 1 و 5 ميكرومتر في الطول.

### الفطرية
الفطريات تندرج تحت مملكة الميكروبات حقيقية النواة  التي عادة ما تكون حية رمّية، ولكن يمكن أن تسبب الأمراض في البشر. غالبا ما تحدث العدوى الفطرية التي تهدد حياة البشر في المرضى الذين يعانون من نقص المناعة أو الأشخاص الضعفاء الذين يعانون من ضعف الجهاز المناعي، على الرغم من أن الفطريات هي مشاكل شائعة في ذوي المناعة الجيدة كعوامل مسببة للأمراض في الجلد أو الأظافر أو الفطريات الخميرية. معظم المضادات الحيوية التي تعمل على مسببات الأمراض البكتيرية لا يمكن أن تستخدم لعلاج الالتهابات الفطرية لأن الفطريات ومضيفيهم لديهم خلايا حقيقية النواة. معظم مبيدات الفطريات السريرية تنتمي إلى مجموعة آزول. حجم  البذر الفطري النموذجي هو 1-40 ميكرومتر في الطول.

### الطفيليات الأخرى
بعض الكائنات حقيقية النواة، مثل الأولانيات والديدان الطفيلية تسبب المرض. واحدة من أشهر الأمراض التي تسببها الأولانيات في جنس بلاسموديوم هي الملاريا. هذه يمكن أن تتراوح بين 3-200 ميكرومتر في الطول.

### بريونية
البريونات هي مسببات الأمراض المعدية التي لا تحتوي على الأحماض النووية. البريونات هي بروتينات غير طبيعية يسبب وجودها بعض الأمراض مثل مرض الراعوش (التهاب دماغي في الماشية)، واعتلال الدماغ الإسفنجي البقري (مرض جنون البقر)، ومرض كروتزفيلد جاكوب. أدى اكتشاف البريون كصنف جديد من مسببات المرض إلى تلقي ستانلي بي بروزينر جائزة نوبل في علم وظائف الأعضاء أو الطب في عام 1997.

### مسببات الأمراض الحيوانية
مسببات الأمراض الحيوانية عوامل مسببة للأمراض من أنواع الحيوانات البرية والمستأنسة، وفي بعض الأحيان تصيب البشر.

## الحدة
تتطور الحدة (ميل الكائن مسبب المرض إلى إحداث ضرر في اللياقة البدنية للمضيف)  عندما يمكن أن ينتشر مسبب المرض من مضيف مريض، على الرغم من كون هذا المضيف ضعف جدا. من الأمثلة على ذلك طفيلي الملاريا، الذي يمكن أن ينتقل من شخص مريض على شفير الموت، عن طريق إيجاد طريقة إيصال إلى شخص سليم عن طريق البعوض الذي يعض الشخص المريض. هذا ما يسمى الإرسال الأفقي على النقيض من الانتقال العمودي، الذي يميل إلى تطوير التعايش (بعد فترة من المرض والوفيات العالية في السكان) من خلال ارتباط النجاح التطوري لمسبب المرض  بالنجاح التطوري للكائن المضيف.
وجد الطب التطوري أنه في ظل الانتقال الأفقي، فإن الأشخاص المضيفين لن يتطور لديهم التسامح/ التعايش مع مسبب المرض.

## الانتقال
يحدث انتقال مسببات الأمراض من خلال العديد من الطرق المختلفة، بما في ذلك الانتقال الجوي أو الاتصال المباشر أو غير المباشر، أو الاتصال الجنسي، أو من خلال الدم، أو حليب الثدي، أو سوائل الجسم الأخرى، ومن خلال الطريق الفموي البرازي. يتمثل أحد المسارات الرئيسية التي يتلوث بها الغذاء أو الماء في إطلاق مياه المجاري غير المعالجة في إمدادات مياه الشرب أو على الأراضي الزراعية، مما يؤدي إلى إصابة الأشخاص الذين يتناولون أو يشربون من المصادر الملوثة. وفي البلدان النامية، يتم تصريف معظم مياه المجاري في البيئة أو في الأراضي الزراعية؛ حتى في البلدان المتقدمة، قد يؤدي فشل النظام الدوري إلى تجاوزات في الصرف الصحي.

## أمثلة
- عصوية الجمرة الخبيثة - العامل المسبب للجمرة الخبيثة في البشر والحيوانات
- كلوستريديوم بوتولينوم - يطلق أقوى سم عصبي يؤدي إلى الموت من التسمم
- المتفطرة السلية - العامل المسبب لمعظم حالات السل
- المتفطرة الجذامية - البكتيريا التي تسبب الجذام (مرض هانسن)
- يرسينيا طاعونية - الرئوي، والمتعلق بالإنتان الدموي، والأوبئة الضخمة الشهيرة (الموت الأسود)
- ريكتسية بروفاتسيكية - عامل مسببات حمى التيفوس
- بارتونيلا سب.
- فيروس الإنفلونزا الإسباني
- فيروس إنامويبا هيستوليكا  الأميبية أو الأميبي